# Función de noche
Función de noche es una película española del año 1981 dirigida por Josefina Molina.

## Argumento
Una pareja de actores llevan catorce años separados después de siete de matrimonio. Ella, Lola Herrera, está representando Cinco horas con Mario basada en la novela homónima de Miguel Delibes, se siente identificada con su personaje, Carmen Sotillo. Él es el también actor Daniel Dicenta.  Al  quedarse encerrados en su camerino, empiezan a recordar los buenos y los malos momentos del pasado, las causas que les llevaron a romper y el trauma que supuso para su hija. Ambos intentan buscar un nuevo sentido a su vida. Lola Herrera y Daniel Dicenta se interpretan a sí mismos en esta especie de análisis de su vida en común.

## Contexto
A medio camino entre el documental y la ficción, Josefina Molina dirige una película con una fuerte carga feminista, que alguna crítica consideró que no funciona bien porque los actores resultan un poco perdidos ante esa situación.[cita requerida]
El cinéma vérité aparece en esta película, muy ligada al teatro y sobre todo a Miguel Delibes.
La película es un estudio psicológico de la protagonista y reflejo de una época, de una generación, la de la posguerra, de sus traumas, de sus miedos e inseguridades, de esa generación que en el momento del rodaje estaba construyendo una nueva forma de vivir y de convivir. Un documento personal y social que sigue despertando interés.[cita requerida]

## Ficha artística
- Lola Herrera
- Daniel Dicenta
- Natalia Dicenta
- Juana Ginzo

## Ficha técnica
- Dirección: Josefina Molina
- Producción: José Sámano
- Guionistas: José Sámano, Josefina Molina
- Fotografía: Teo Escamilla
- Música: Luis Eduardo Aute, Alejandro Massó
- Duración: 90 minutos
- País: España

## Crítica
Como espectadores asistimos al trenzado de una telaraña en la que somos atrapados como espías en un principio, hasta que comprendemos que no se trata solo de cotillear la relación emocional, sino que es el drama de toda una generación de personas criadas durante la posguerra, un grupo humano nacido en la década de los treinta que tuvo que asumir los roles de sexo impuestos por una sociedad infectada por el rencor, arrinconada en su conservadurismo. Las lágrimas que compartimos con Lola Herrera no son solo las suyas porque también las sufrieron nuestras abuelas, madres y tías. Pablo Vázquez Pérez de Cinema Maldito.

## Premios
37.ª edición de las Medallas del Círculo de Escritores Cinematográficos
| Categoría        | Candidato     | Resultado |
| ---------------- | ------------- | --------- |
| Mejor fotografía | Teo Escamilla | Ganador   |